# Dicliptera velata
Dicliptera velata är en akantusväxtart som beskrevs av Berthold Carl Seemann. Dicliptera velata ingår i släktet Dicliptera och familjen akantusväxter. Inga underarter finns listade i Catalogue of Life.